# 台铃电动车
台铃科技股份有限公司簡稱台铃集团，是中華人民共和國一家电动自行车、电动摩托车、电动轻便摩托车、电动三轮车生產商。該公司的產品統稱為台铃电动车。

## 歷史
2004年，孙氏三兄弟（孙木钳、孙木钗、孙木楚）和姚立共同創辦台铃科技。